# Sandavágur
Sandavágur (duń. Sandevåg, IPA: sandaˌvɔavʊɹ) – miejscowość na Wyspach Owczych, terytorium zależnym Królestwa Duńskiego, leżącym na Morzu Norweskim. Miejscowość w roku 2015 zamieszkiwało 881 osób. Do tego roku miejscowość ta była też stolicą gminy Sandavágs kommuna, jednak obecnie wchodzi w skład nowo utworzonej Vága kommuna, której centrum jest Miðvágur.

## Nazwa
Nazwa miejscowości w języku farerskim oznacza piaszczystą zatokę.

## Geografia

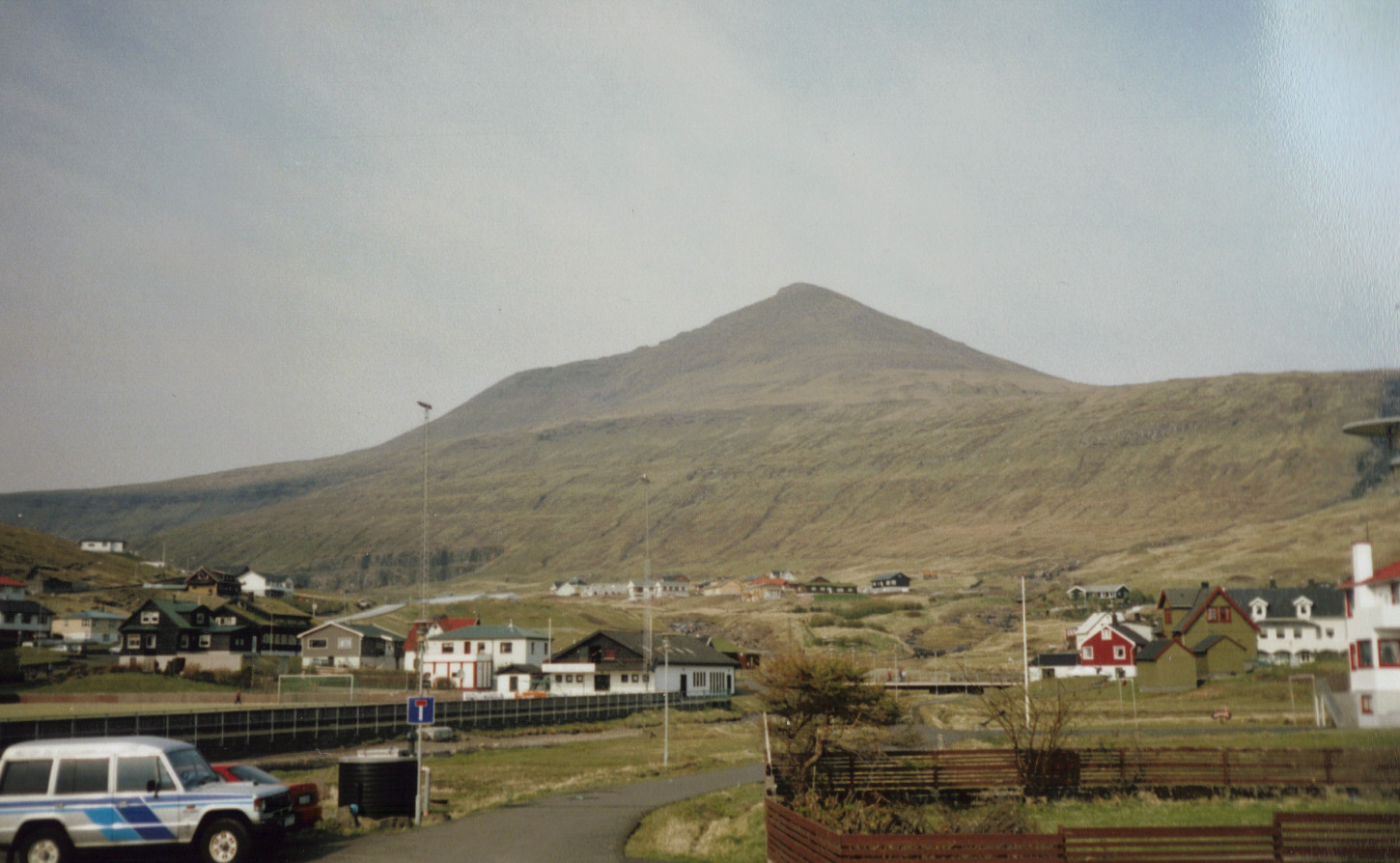
Widok na Malinstindur

### Położenie
Miejscowość Sandavágur znajduje się w południowo-wschodniej części wyspy Vágar. Jej centralna część znajduje się nad brzegiem zatoki wychodzącej na Ocean Atlantycki. Od wschodu graniczy z wzniesieniami Húsafelli (591 m n.p.m.) i Krosstindur (576 m n.p.m.), a od zachodu z miejscowością Miðvágur. Na południe ciągnie się wzdłuż doliny, pomiędzy górami Malinstindur (683 m n.p.m.) oraz Reynsatindur (676 m n.p.m.).

### Klimat
Podobnie, jak w pozostałej części Wysp Owczych, w Sandavágur panuje klimat umiarkowany, chłodny w odmianie morskiej. Lata są tam więc stosunkowo chłodne, jednak w zimie temperatura na obszarach nizinnych nie spada zwykle poniżej 0 °C. Ponadto rejon jest ogrzewany przez Prąd Zatokowy (Golfsztrom), który przynosi także wiele opadów, szczególnie w chłodnym półroczu. Pogoda na archipelagu jest określana, jako zmienna, często pojawiają się tam również mgły.

## Informacje ogólne

### Populacja
W roku 2009, w Sandavágur mieszkały 832 osoby, dzięki czemu miejscowość ta jest trzecią pod względem populacji na wyspie Vágar. Większość ludności stanowią Farerczycy, czyli rdzenni mieszkańcy archipelagu. Populację Sandavágur przez ostatnich kilka lat cechuje wzrost liczby ludności. W połowie lat 80. XX wieku mieszkało tam ponad 750 ludzi, jednak później, gdy w latach 90. XX wieku nadszedł kryzys, opartej na rybołówstwie i przetwórstwie rybnym, gospodarki Wysp Owczych, liczba ludzi spadła, osiągając w roku 1997 najniższą wartość – 662 mieszkańców. Od tego momentu nastąpił wzrost liczby mieszkańców, która, w roku 2008, przekroczyła 800 (805).
Społeczeństwo Sandavágur można określić, jako społeczeństwo młode, jak na warunki europejskie. 29,8% ludzi nie przekroczyło dwudziestego, a 58,7% czterdziestego roku życia. Ludzie starsi niż 70 lat stanowią zaś 12,3%, przy czym wśród nich większość to osoby w przedziale 70–79 lat.
Wskaźnik feminizacji w Sandavágur jest bardzo niski, na 100 mężczyzn przypadają około 84 kobiety. Warto przy tym zauważyć znaczącą przewagę mężczyzn wśród osób do 20. roku życia – 147:101.
Według danych Urzędu Statystycznego (I 2015 r.) jest dwunastą co do wielkości miejscowością Wysp Owczych.

### Transport
Do Sandavágur, używając transportu publicznego, można się dostać jedynie za pomocą autobusu. Nie kursują tam ani helikoptery (najbliższe lądowisko jest w Sørvágur) ani promy. Jedynie autobus linii nr 300 przejeżdża tamtędy, podczas kursu na trasie: Tórshavn-Kollafjørdur-Sandavágur-Miðvágur-port lotniczy Vágar- Sørvágur.

### Sport
W roku 1906 powstał tam klub piłkarski SÍF Sandavágur, jeden z najstarszych na Wyspach Owczych. Mimo to swój debiut w pierwszej lidze zaliczył dopiero w roku 1989, spadając do ligi drugiej. Klub przestał istnieć w 18 grudnia 1993, kiedy razem z MB Miðvágur utworzył klub FS Vágar, dziś zwany 07 Vestur (po przyłączeniu SÍ Sørvágur). Stadion, zwany Valloyran obecnie służy nowemu klubowi, jako stadion treningowy, jest też wykorzystywany przez drużyny z niższych lig, żeńską oraz młodzieżowe i dziecięce. Może pomieścić około 2000 widzów.
SÍF Sandavágur nie zajmuje się wyłącznie piłką nożną. Trenuje się tam także piłkę ręczną i wioślarstwo (narodowy sport Wysp Owczych). W miejscowości tej funkcjonuje także jeden klub siatkarski Flogbóltsfelagið DRÁTTUR, założony w 1983 roku. Funkcjonuje tam też jeden klub szachowy, zwany Sandavágs Talvfelag, którego członkiem jest, m.in. Torkil Nielsen.

## Historia i turystyka
Pierwsza wzmianka o osadnictwie w regionie Sandavágur pochodzi z XIII wieku. Znaleziony w 1917 roku kamień runiczny informuje, że ziemię tę miał w swoim posiadaniu wiking Torkil Onundarson z Rogalandu. W roku 1956 podjęto prace archeologiczne w centrum miejscowości. Odkryto wtedy ruiny kilku domostw, z których najstarszy pochodzi z epoki wikingów, a drugi z przełomu XIV i XV wieku. Dziś nie można oglądać ruin tych domostw. Podobnie, jak w Leirvík uznano, że ich restauracja byłaby zbyt kosztowna i zdecydowano o przysypaniu ich ziemią.
W miejscowości znajduje się budynek zwany Á Steig, ulokowany opodal bardzo dobrych ziem uprawnych. Domostwo to było w latach 1555–1816 siedzibą premiera Wysp Owczych. Władze duńskie zniosły ten urząd, a po roku 1946, gdy go przywrócono, premierzy nie wrócili do swej dawnej siedziby.
Nieopodal miejscowości znajduje się wysoka skała zwana Trøllkonufingur (Palec Wiedźmy). W roku 1844 podczas wizyty króla Danii Fryderyka VIII, jego statek przepływał nieopodal Sandavágur. Jeden mężczyzna miał wejść wtedy na skałę i pomachać w stronę królewskiego okrętu. Kiedy zszedł na dół zorientował się, że zapomniał swoich rękawiczek i wspiął się po nie z powrotem, jednak w drodze na szczyt zginął w wyniku upadku na ziemię.
29 kwietnia 1917 roku powstał kościół w Sandavágur zbudowany przez architekta z Tórshavn, Magnusa á Kamarinuma. Jego budowa trwała trzy lata. Przed kościołem ustawiono memoriał poświęcony pamięci statków, które zatonęły w czasie II wojny światowej.
W roku 1919 wzniesiono przy głównej ulicy, stojący do dziś pomnik ku czci Venceslausa Ulricusa Hammershaimba.
W latach 80. XX wieku opodal miasta stworzono park Viðarlundin á Abbreyt, podobny do kilku innych, stworzonych na Wyspach Owczych, z uwagi na to, iż na archipelagu tym nie istnieją naturalne skupiska drzew.
W roku 1982 powstała w miejscowości firma Kovin, zajmująca się sprzedażą owoców morza.
Miejscowość jest jednym z organizatorów Vestanstevna, święta, podobnego do Olavsøka, jednak na mniejsza skalę. Impreza organizowana jest na zmianę w 4 miastach: Miðvágur, Sandavágur, Sørvágur oraz Vestmanna.
Pomiędzy Sandavágur i Sørvágur znajduje się schronisko młodzieżowe á Giljanesi. Jest ono zdolne pomieścić 32 osoby w 10 pokojach na 2- lub 4-osobowych. Prócz tego istnieje możliwość wynajmu domku letniskowego. Znajdują się też 2 sklepy oraz warsztat samochodowy.

## Urodzeni w Sandavágur
- Venceslaus Ulricus Hammershaimb (25 marca 1819 – 4 kwietnia 1909 w Kopenhadze) – Duńczyk, duchowny Kościoła Luterańskiego, który stworzył podstawę nowoczesnego literackiego języka farerskiego w roku 1846. Bazował na języku islandzkim oraz staronordyckim. Wyspy Owcze opuścił w roku 1878 na stałe osiadając w Kopenhadze, gdzie zmarł
- Torkil Nielsen (26 stycznia 1964 -) – piłkarz i szachista, grający w klubach SÍF Sandavágur i FS Vágar, zdobywca pierwszej bramki dla reprezentacji Wysp Owczych w piłce nożnej na mistrzostwach Europy, w wygranym meczu z reprezentacją Austrii 1:0 (12.09.1990)